# إليزر كينغزبيري فوستر
إليزر كينغزبيري فوستر هو سياسي أمريكي، ولد في 20 مايو 1813، وتوفي في 13 يونيو 1877.